# Deutsche Antisemitische Vereinigung
Die Deutsche Antisemitische Vereinigung (DAV) war ein loser Zusammenschluss „politisch aktiver Antisemiten“ gegen Ende des 19. Jahrhunderts.

## Geschichte
Die Wurzeln der Deutschen Antisemitischen Vereinigung liegen im vom 13. bis 14. Juni 1886 in Kassel tagenden ersten Deutschen Antisemitentag. Auf diesem kamen führende deutsche Antisemiten jener Zeit zusammen, unter ihnen Ernst Henrici, Otto Boeckel sowie Theodor Fritsch, und diskutierten über geeignete Organisationsformen der antisemitischen Bewegung. Dabei stand die Frage im Raum, ob die antisemitische Bewegung als „Partei mit klarem politischen Profil oder eher lose, parteipolitisch nicht festgelegte Vereinigung“ organisiert werden sollte. Obwohl sich die Mehrheit der Anwesenden für die Gründung einer Partei aussprachen, musste dieses Vorhaben aufgrund fehlender finanzieller Mittel und politischer Programmatik aufgegeben werden. Daher entschieden sich die Anwesenden dazu, als temporäre Lösung die DAV zu gründen, die sich daraufhin im September 1886 konstituierte. Als erster Vorsitzender des „Geschäftsführenden Ausschusses“ wurde Theodor Fritsch bestimmt.
Dem Selbstverständnis der DAV nach betrachtete sie sich nicht als Partei, sondern als Vereinigung, deren Ziel die Schaffung einer deutsch-nationalen Reformpartei war. Zur Erreichung dieses Ziels sollte das deutsche Volk propagandistisch über die drohende „Judengefahr“ aufgeklärt und eine Zentrale in Leipzig eröffnet werden; zudem sollten diverse Institutionen, u. a. ein Rechtsschutzverein, eine Verbandskasse und ein Publikationsorgan, gegründet werden. Politische Programmpunkte waren u. a. der Widerruf der jüdischen Gleichberechtigung und die Forderung einer wirtschaftlichen Reformpolitik, ohne diese allerdings genauer zu spezifizieren.
Das Ziel Fritschs als Vorsitzender bestand von vornherein darin, die DAV als eine homogene Sammelbewegung darzustellen und die vorhandenen Uneinigkeiten innerhalb der Vereinigung zu verbergen. Zu diesem Zweck wurden zum Beispiel die Namen der Mitglieder der Vereinigung nicht veröffentlicht und waren somit nur dem Geschäftsführenden Ausschuss bekannt. Trotz aller Bemühungen begannen die Gegensätze zwischen den Mitgliedern bald, die Vereinigung zu zerreiben. So distanzierte sich Otto Boeckel schon ein Jahr später nach seiner Wahl in den deutschen Reichstag von der DAV und arbeitete auf die Gründung einer eigenen antisemitischen Partei hin, da diese sich aus seiner Sicht zu sehr an die Deutschkonservative Partei und an die Christlich-soziale Partei angenähert hatte.
Als die Differenzen auf einem im Juni 1889 in Bochum einberufenen Antisemitentag nicht ausgeräumt werden konnten, gründeten konservative Mitglieder mit der Deutschsozialen Partei ihre eigene Partei, während Boeckel 1890 die Antisemitische Volkspartei gründete. Damit endete die Existenz der DAV.